# Тритон звичайний
Тритон звичайний (Lissotriton vulgaris) — вид земноводних родини саламандрових (Salamandridae). Один із 2-х видів роду у фауні України. Характерний представник фауни листяних і мішаних лісів Європи. Вид занесений до  Бернської конвенції та ряду інших природоохоронних документів.

## Опис

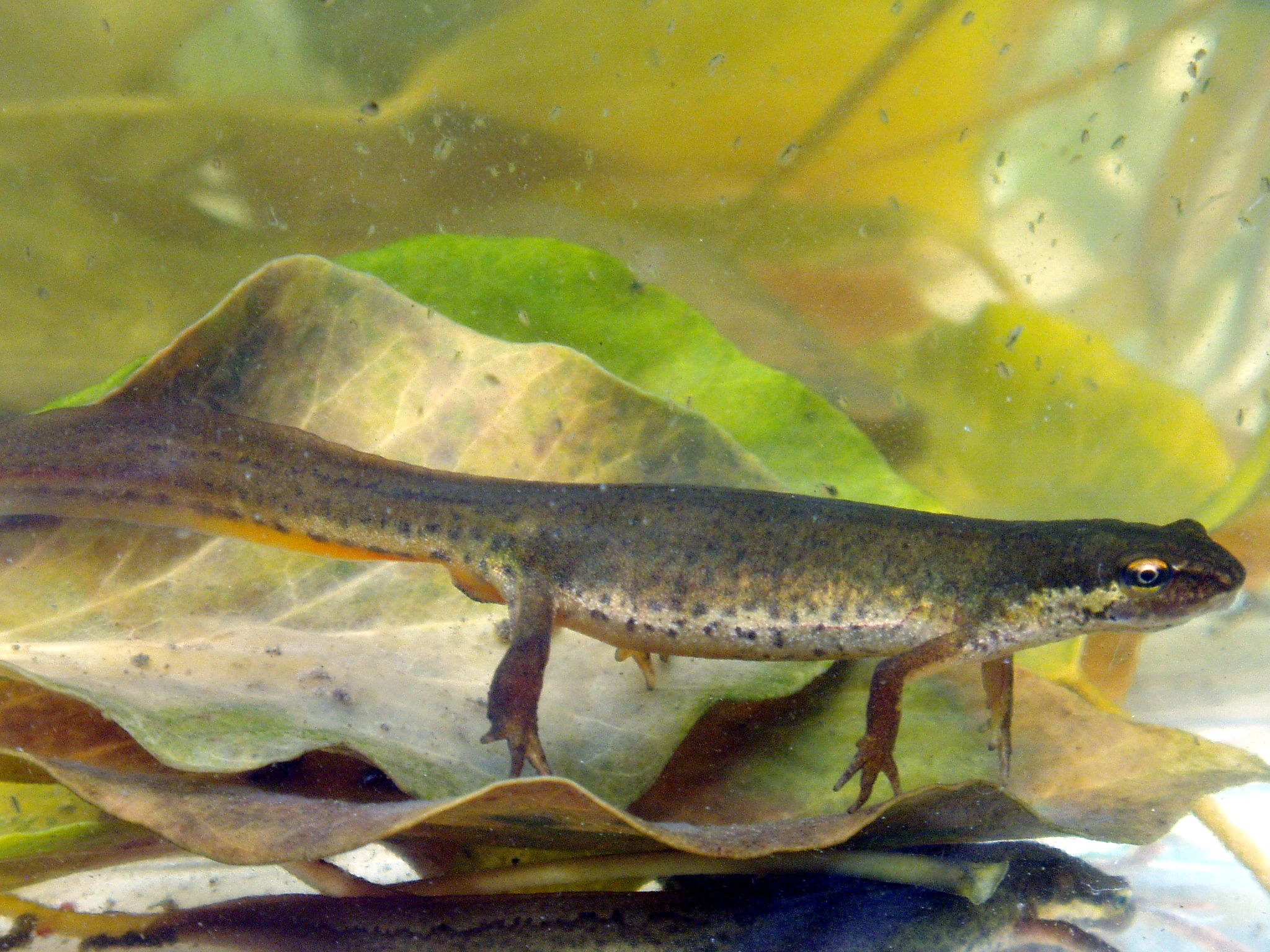

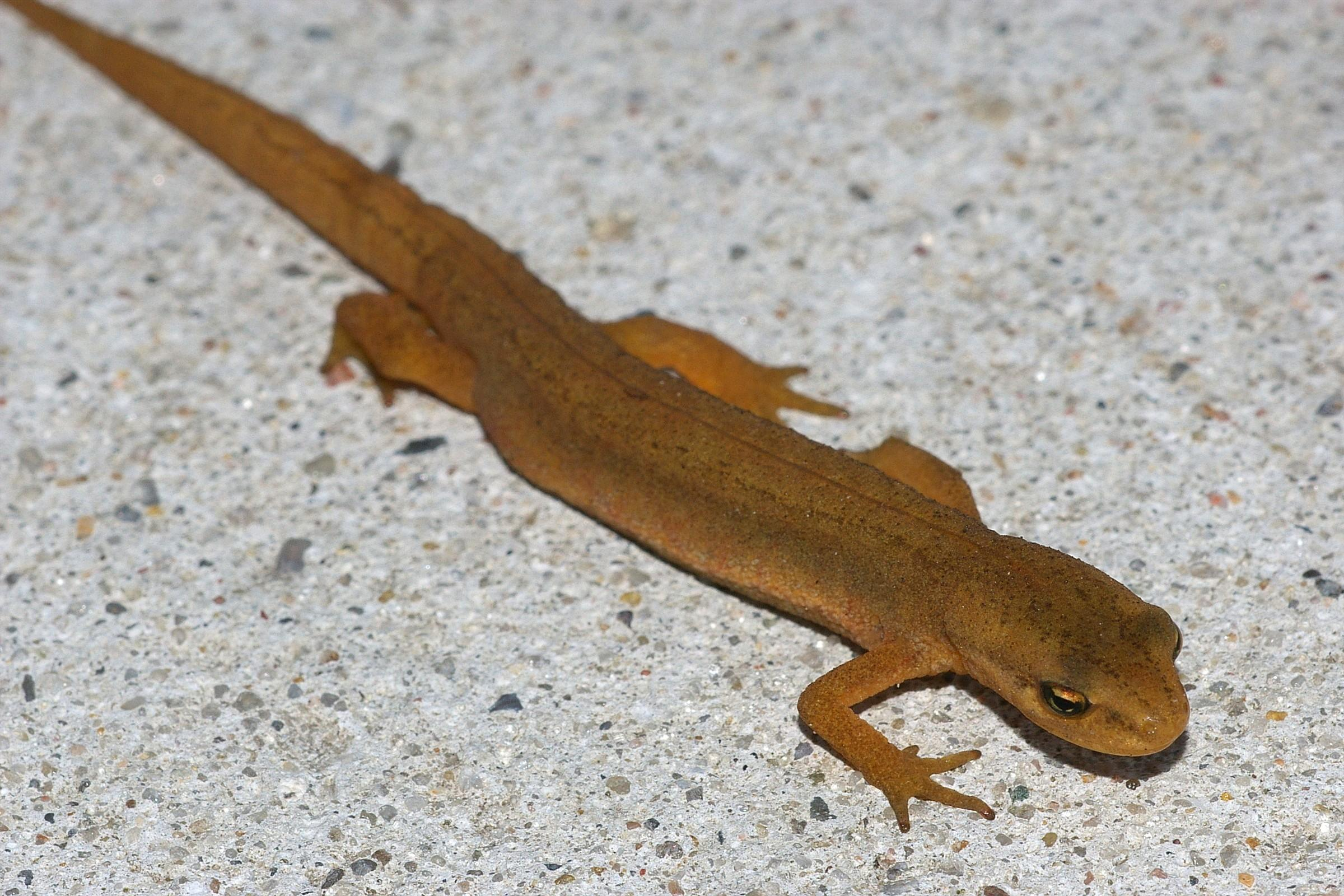
Самка тритона звичайного

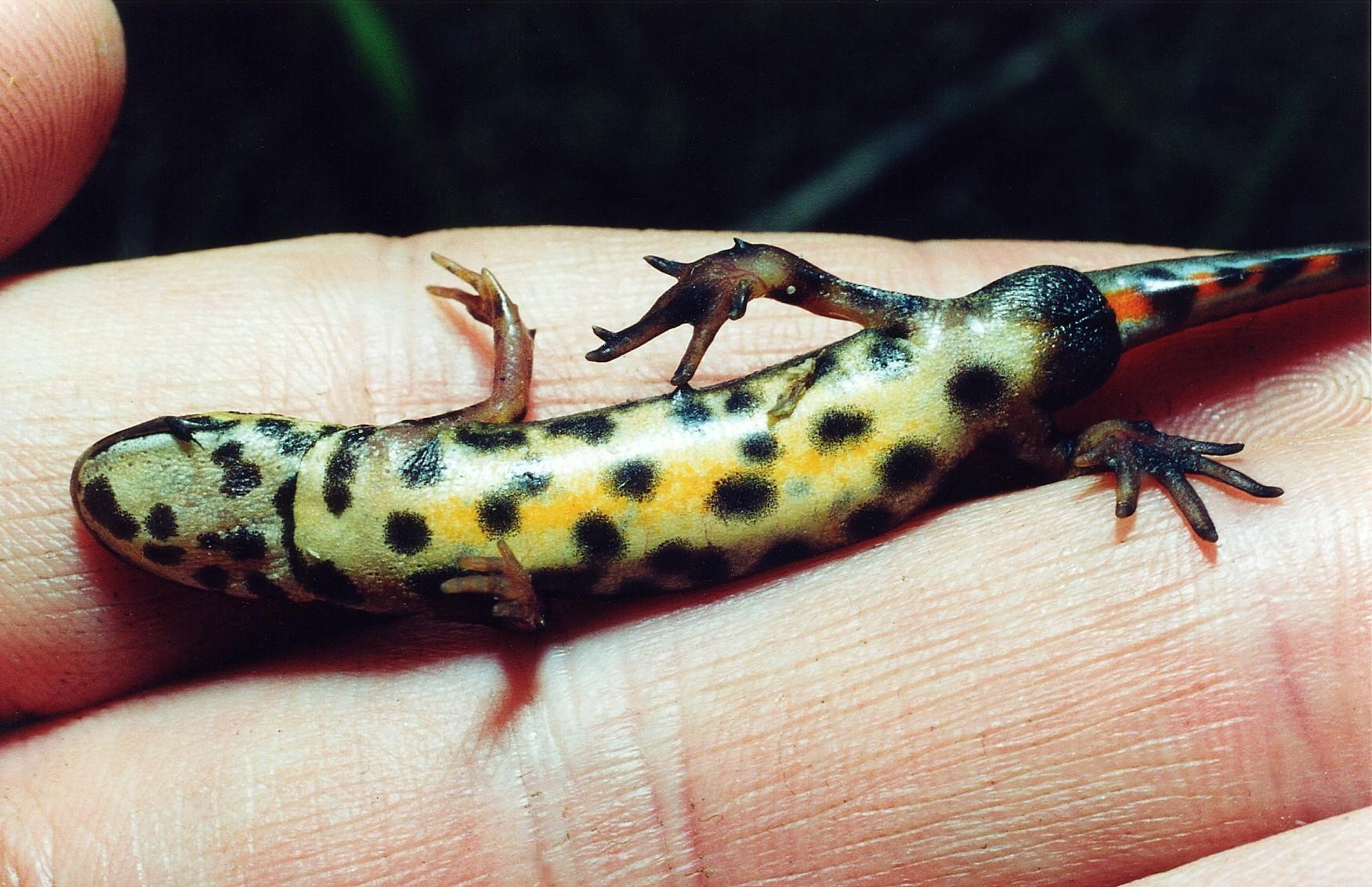
Вигляд з черевного боку

Один з найдрібніших тритонів у фауні Європи. Загальна довжина тіла  дорослих особин — близько 55—105 мм. Піднебінні зуби у вигляді двох ліній, що зближуються одна з одною у своїй дистальній частині. Шкіра гладенька, або малозерниста. Спина забарвлена в оливково-бурі або сірі тони, боки — в оливково-жовті з сріблястим тони. Зверху і по бокам тіла розвинені відносно великі темні плями (у самиць не такі виразні). Забарвлення черева жовто-помаранчевих тонів з добре розвиненими невеликими темними плямами. На голові помітні поздовжні темні смуги, дві з яких виглядають контрасніше і проходять через очі. Самці в сезон розмноження забарвлені яскравіше, у них на тілі й по боках хвоста розвиваються голубуваті смуги-плями. Водночас на спинному боці в них розвивається гребінь, який на відміну від тритона гребінчастого, при переході на спинну частину не утворює перерви біля основи хвоста. Не виключено, що в цей час він може використовуватися як додатковий дихальний орган. Також у шлюбний період на пальцях задніх кінцівок з'являються перетинки.
Статевий диморфізм виявляється в більших розмірах самців і відносно довших кінцівках, ніж у самок. Так, середня довжина тіла разом з хвостом у особин чоловічої статі в середньому коливається в межах 72,01—72,06 мм, а в самиць від 70,52 до 72,01 мм (популяції Українських Карпат). Така сама особливість притаманна звичайним тритонам в інших частинах ареалу, наприклад у Західних Бескидах у Польщі. При вивченні при- та закарпатських популяцій були встановлені відміни між тритонами цих двох регіонів: самицям з Прикарпаття властиві більші розміри тіла, голови, а обом статям більш довгі передні кінцівки.
Довжина личинок, що вийшли з яйця, становить 6,5—8 мм, оливково-бурі з темними крапками, знизу світлі. В їхньому візерунку виразно виділяються дві спинні (і дві по боках тіла) поздовжні чорні смуги, які зникають через 7—8 днів. Перед   метаморфозом забарвлення світле, майже одноколірне, з округлими світлими плямами на боках, спина часто жовтувата або світла червонувато-жовта. Верхній и нижній краї хвостової плавцевої складки поступово зводяться до кінця хвоста и загострюються на кінці. Загальна довжина цьоголітків зразу після метаморфозу складає 20—38 мм.

### Генетична мінливість
Диплоїдний набір представлений 24 двоплечими  хромосомами.
Генетичні порівняння звичайних тритонів з околиць Києва з вибірками цих амфібій із Закарпаття та дельти Дунаю показали відміни. Вони полягали у тому, що гетерозиготність тритонів з першої вибірки була вищою і Hexp досягала 0,109 (для звичайного тритона із Закарпаття та дельти Дунаю Hexp = 0,089 і Hexp = 0,052 відповідно). Відзначені також відміни й у генетичній дистанції Нея: між київською та закарпатською популяціями — 0,12, київською та дунайською — 0,11, між закарпатською та дунайською дистанція менша — 0,08..
Особливо слід підкреслити, що серед популяцій тритона звичайного європейської частини Росії був відзначений випадок природної триплоїдії — виявлена одна особина (околиці С.-Петербурга, Росія), в якої кількість ядерної ДНК мала проміжний характер і становила 1,682 у. о. (стандарт — еритроцити Pleurodeles waltl), хоча у нормі об'єм ДНК для цього виду в середньому дорівнює 1,125 (1,086-1,151).

## Поширення
Ареал виду охоплює більшу частину Європи (за винятком всього Піренейского півострова, півдня Апеннінського півострова, південної частини Франції та північної частини Скандинавського півострова). Зустрічається на окремих островах Балтійського моря. На сході ареал має вигляд переривчастої смуги переважно у зоні листяних лісів Азії, яка тягнеться до Алтайський гір. Ізольовані локалітети є в Північному Приарал'ї та біля оз.Балхаш..
В Україні тритон звичайний зустрічається в західних, центральних, північних та східних областях. На півдні його межа проходить Одеською (Біляївський та Білгород-Дністровський райони), Миколаївською (Врадіївський район) та Херсонською областями, далі у східному напрямку вона зміщується дещо північніше і йде Запорізькою, Харківською та Луганською (Станично-Луганський район) областями.

## Місця перебування

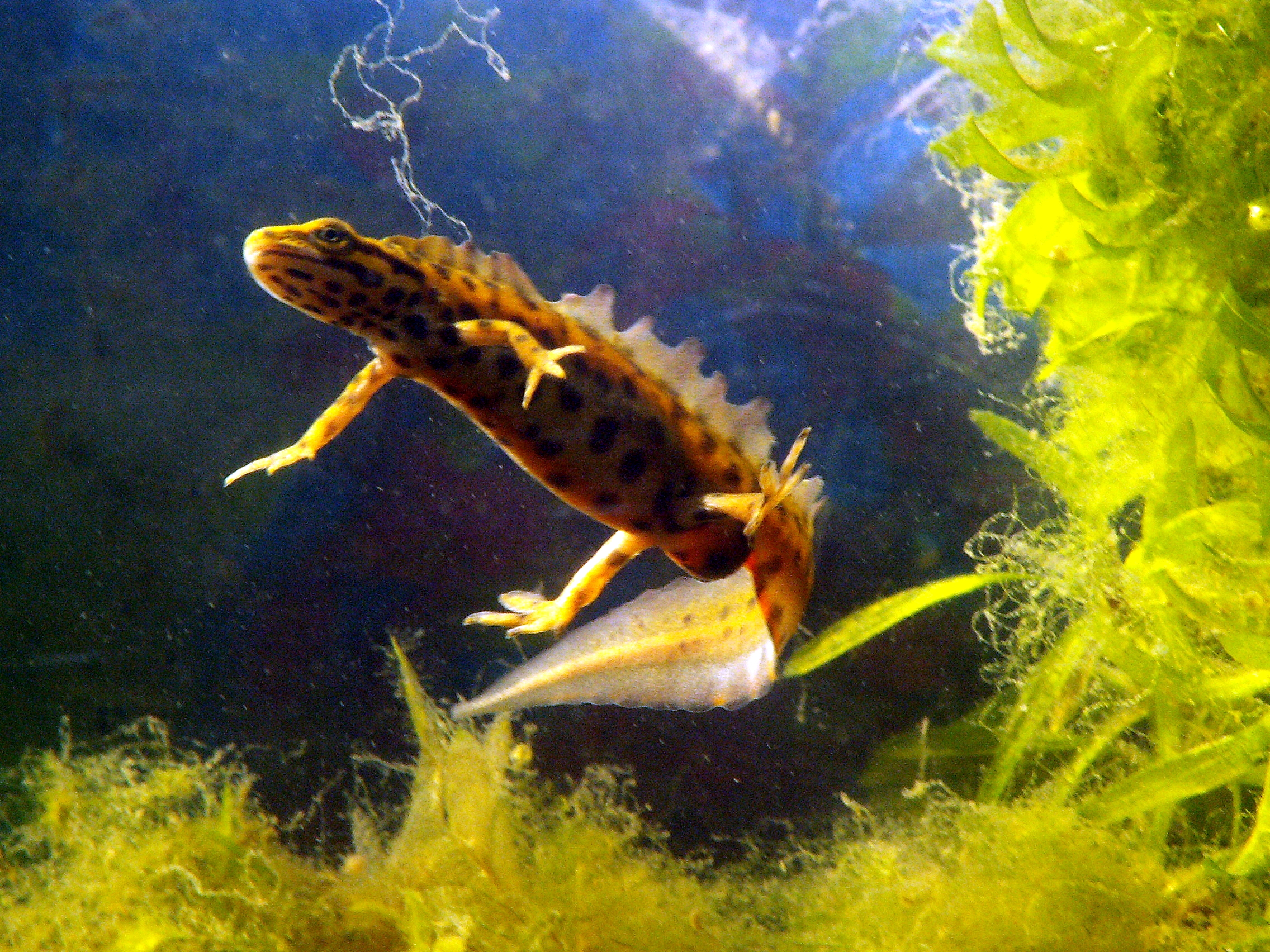
Тритон звичайний у природному середовищі

Тритон звичайний найчастіше пов'язаний з лісовими регіонами, хоча трапляється і в інших типах біотопів, у тому числі й на місці зведених лісів: у чагарникових заростях, парках, садах, луках і навіть населених пунктах. Проникає глибоко в степову зону лісистими долинами річок, де зустрічається переважно в коротко-заплавних і байрачних лісах. У горах (Карпати) піднімається до висоти 600—1000 м, хоча в інших ділянках ареалу (Кавказ) його виявляли на висотах до 2700 м. Знаходять тритонів і в тимчасових водоймах (калюжі на полях, канави і кювети доріг).
Цікаві результати вивчення просторового розподілу декількох видів амфібій та використання ними нерестилищ у північно-західній Італії. При обстеженні 61 ставка оцінено вплив на вибір звичайними тритонами водойм. При цьому враховувались такі їхні характеристики, як розвиток водяної рослинності, час утворення (вік) ставка, наявність та склад тварин прибережної зони, ступінь антропогенного впливу, площа ставка, його глибина, хімічні показники води тощо. Виявилося, що лише перші чотири справляли істотний вплив на вибір тритонами водойм як місць нересту. 

## Чисельність
Тритон звичайний — один із найчисельніших видів земноводних мішанолісової зони Східної Європи, який поступається за чисельністю тільки бурим жабам. Щільність популяції дорослих особин у водоймах звичайно складає кілька особин на 100 м² поверхні водойми. У Росії в Мордовії чисельність тритона складає до 40 ос. на 100 м берегової смуги, у Брянській і Пермській областях — до 50 ос./100 м, у Підмосков'ї — до 100 ос./100 м.
Чисельність в лісовій зоні України досить висока (20—30 % від загальної чисельності земноводних), в чому поступається лише жабі трав'яній та жабі гостромордій. У Карпатах чисельність самців дещо перевищує чисельність самиць (56% і 44% відповідно). На інших ділянках ареалу (Західні Бескиди), відзначені випадки, коли в одних популяціях чисельне співвідношення статей було рівним, в інших — переважали самці або ж самиці. Чисельність, порівняно з іншими видами тритонів, вище і при обліках на початку сезону розмноження. На Закарпатті середня кількість тритонів на 100 м берегової лінії коливається від 7 до 60 особин. У водоймах Поділля чисельність складає до 23 ос./100 м прибережної зони.
У південно-східних регіонах (долина Дніпра, Дніпропетровська область) при відлові цих тварин за допомогою ловчих циліндрів обліковано від 2,1 до 6,8 особин/10 цил.-діб, але при цьому їхня чисельність залежала від типу й структури лісових насаджень, близькості водойми, ступеня зволоження ґрунту та інших чинників. У цьому ж регіоні після створення в 1990 р. Дніпровсько-Орельського заповідника тритон збільшив свою чисельність, і в період нересту 1995—1999 рр. вже нараховували 3—5 особин на квадратний метр площі водойми. Загалом, у південній частині ареалу внаслідок аридизації клімату відбувається природне зниження чисельності тритона звичайного і поступове переміщення південної межі ареалу виду на північ, що спостерігається, наприклад, у Запорізькій області. Так у.
Спеціальні пошуки тритонів у різних біотопах гирла річки Дністер в квітні 2007 р. дозволили знайти тут тільки дві особини цього виду (загальна довжина маршрутів обліку понад 10 км). Але восени 2006 р. в цьому ж регіоні (Біляївський район, Одеська область) відзначена доволі висока чисельність тритонів — понад 70—90 особин на площі менше 1 га.

## Життєвий цикл

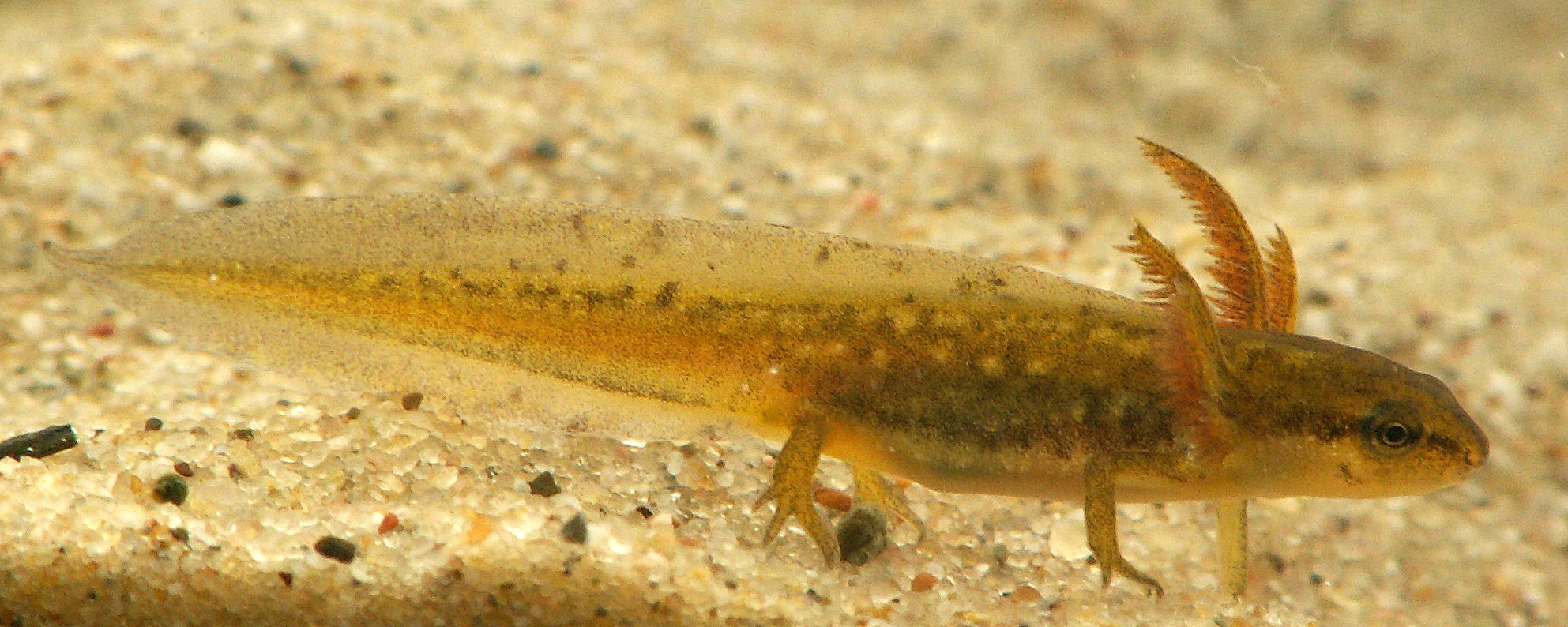
Личинка тритона звичайного

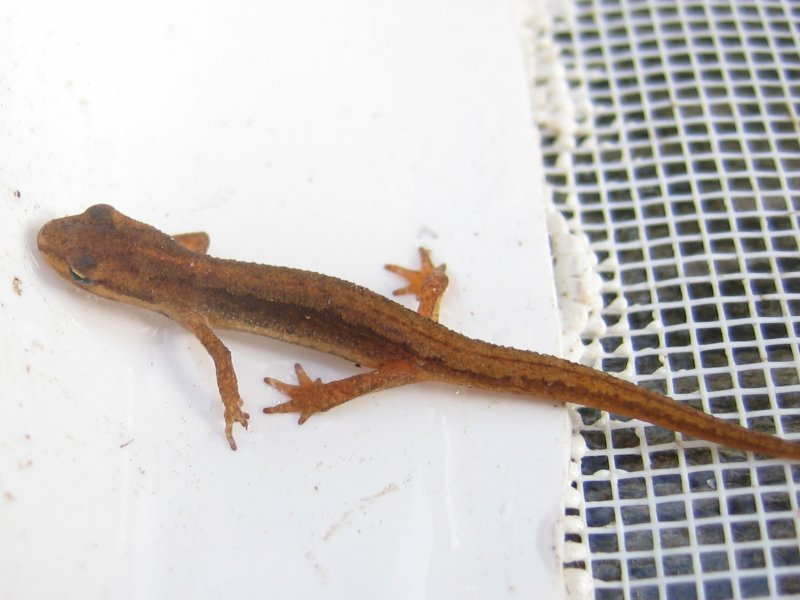
Молода особина

Тритони основний час періоду річної активності ведуть потайний наземний спосіб життя, ховаються під корою, в гнилих пеньках, серед листя, в ямах, у місцях, з високим ступенем вологості.
Після зимової сплячки пробуджуються відносно рано, як правило, у березні. Час пробудження залежить від погодних умов року, а також від особливостей місця перебування тварин. Так, в умовах Закарпаття ці тварини активні у водоймах вже на початку — середині березня, але у горах вихід з зимівлі затримується до травня, попри те, що ці тварини стійкі до низьких температур і їх знаходили у водоймах, ще частково вкритих льодом.
Майже відразу після пробудження самці першими мігрують у водойми на місця нересту. При дослідженні водойм, населених звичайними тритонами під час розмноження, показано, що pH у них коливається від 7,4 до 9,4, твердість (мекв./л) 1,2—6,5, лужність (мекв./л) 0,8—4,9. Температура води великого значення не має — шлюбні ігри спостерігалися навіть при 3—6°С. Перший час після міграції до водойм шлюбне вбрання у самців майже не виявлене. Розвиток спинного гребеня та яскравішого візерунка самців спостерігається тільки через декілька днів (перед самим розмноженням). Заплідненню і відкладанню яєць передують шлюбні ігри, які мають видоспецифічний характер.
У кінці березня — в квітні тритони мігрують до водойм. В цей час самці набувають уже згаданих вище рис. Через 5—9 днів приступають до розмноження. Заплідненню і відкладанню яєць передують шлюбні ігри. Самка відкладає 60—700 ікринок (частіше близько 150). Диаметр яйця 2—2,5 × 3—3,5 мм с оболочками и 1,5—2 мм без оболочек. Кожну ікринку самка відкладає на окремий листок підводної рослини і загортає її всередині листочка. Личинки з'являються на 14—20 день після відкладення ікри.
Відкладені самцем сперматофори у кількості від 2 до 5, самиця захоплює краями клоаки. Кількість яєць у кожній кладці різна і, загалом, може сягати від 60 до 700 штук (частіше близько 150). Після запліднення вона розміщує яйця (зазвичай кожне окремо) на листі рослин, які потім загортає задніми лапами. Яйця звичайно відкладаються на глибині до 35 см або дещо глибше.
Період відкладання ікри розтягнутий і часто триває до червня. Вихід личинок з яєць при кімнатній температурі за матеріалами лабораторних спостережень відбувається через 7—10, а у природних умовах існування через 14—20 діб, при цьому личинковий розвиток триває 60—70 днів. Вона має чітко виражений хвіст з плавцевою перетинкою та зачатки передніх кінцівок. Рот проривається в конці першої доби або на 2-й день. У цей період відкриваються зяброві щілини та повністю розвиваються зовнішні зябра. Задні кінцівки з'являються приблизно на 20-й день.
Метаморфоз у личинок тритона звичайного, як і у всіх хвостатих земноводних, відбувається поступово, без різких раптових змін у будові тварин. Під час метаморфозу тварина переходить до легеневого дихання, зникають зябра, заростають зяброві щілини, відбуваються зміни в будові шкіри, і молодий тритон переходить до наземного способу життя.
У цьоголітків зразу після метаморфозу довжина тіла з хвостом (L. + L.cd.) складає 20—38 мм. У Карпатах метаморфоз настає по досягненні довжини тіла (L. + L.cd.) 28—55 мм. В умовах південної Англії метаморфоз відбувається при довжині тіла личинок 18—19 мм, а статевозрілими ці тварини стають по досягненні розмірів тіла 43—44 мм. Таким чином, зростання цього показника становить 125—140% (до порівняння: в гребінчастого тритона — 64%). Після метаморфозу молоді тритони протягом 2—3 років живуть на суші і йдуть у воду лише з настанням статевої зрілості.
Існують дані про те, що звичайні тритони можуть зимувати на личинковій стадії, і тоді метаморфоз відбувається навесні наступного року. Статевої зрілості тритони цього виду досягають на 2—3 році життя, хоча в інших ділянках ареалу (Скандинавія), строки статевозрілості можуть зсуватися на 5—6 років.
Весну і початок літа дорослі тритони проводять у стоячих водоймах, до червня—липня, а згодом переходять до наземного способу життя. У водоймах, вони зазвичай активні цілодобово, але при переході на сушу, як правило, активні увечері та вночі. Вдень їх можна зустріти тільки під час міграцій і в дощову погоду. Сховищами у цей період служать порожнини під камінням, колодами, нори гризунів, листовий опад, в ямах, і інших місцях, де високі показники вологості. У північних частинах ареалу у воді проводять майже все літо.
Приблизно у жовтні — листопаді тритони йдуть на зимівлю. Зимують часто в норах гризунів, а також у підвалах, льохах та інших господарських спорудах. Місця зимівлі, як правило, росташовані на відстані звичайно не більше 50—100 м від водойми, рідко — до 500 м. У цей період виявляли їхні скупчення до декількох сотень особин. У таких скупченнях відзначалися не лише особини різного віку, але й інші види амфібій (саламандри, тритони, ропухи, жаби). Часто одні й ті ж самі місця зимівлі часто використовуються протягом багатьох років.

### Педоморфні форми
У квітні 2000 р. серед українських популяцій звичайного тритона в Одеській області (Ізмаїл) були вперше зареєстровані дві педоморфні (неотенічні) особини. Ці тварини характеризувалися приблизно такими ж розмірами, як і решта тритонів (усього 18), зібраних у тому ж місці. Одна з личинок незабаром завершила метаморфоз в лабораторних умовах (друга була зафіксована відразу ж після спіймання).
У квітні 2006 р. понад 20 педоморфних личинок було виявлено в Одеській області в одній з водойм у смузі м. Вилкове. Вибірка була представлена приблизно рівним співвідношенням самиць і самців; деякі з останніх, вже перебуваючи в лабораторних умовах, демонстрували шлюбну поведінку, окремі самиці відкладали незначну кількість ікринок.
Педоморфні тритони також відомі й у східніших ділянках ареалу: одна популяція на мисі Піцунда (Абхазія), друга — в околицях Гатчини, неподалік від Санкт-Петербурга. При лабораторних дослідженнях тритонів з Гатчини було встановлено, що такі самиці характеризуються дещо більшими розмірами кладок. Виживаність ембріонів порівняно з звичайними самицями також була вища: в середньому 85,3 яєць проти 79,0 і 6,8 ембріонів проти 3,5 на одну самицю.
Явище педоморфозу в амфібій цього виду відзначено в Німеччині, Румунії, Угорщині, Швеції, Англії, колишній Югославії. Так, з 14 популяцій у Чорногорії у 4 з них виявлені педоморфні особини, при чому їхня кількість коливалося протягом сезону від 44% у жовтні до 80% у серпні. Кількість педоморфних особин була більшою, ніж нормальних (58,8% проти 41,2%). Серед цих педоморфних личинок переважали самиці (42,22% проти 14,57%)..
Не виключено, що причиною такої структури й динаміки популяцій може бути нестабільність біотопів та низька міграційна активність цих тварин, а явище педоморфозу при цьому має адаптаційний характер, істотно збільшуючи мінливість популяції в цілому. Узагальнення відомостей про причини педоморфозу дозволило дійти висновку, що вони зазвичай пов'язані з низькими температурами при метаморфозі. Іншими факторами можуть бути голодування личинок, хімічний склад води та корму (нестача йоду та вітамінів)..

## Живлення
На суші тритони досить незграбні, рухаються повільно, тому поживу їх становлять відносно малорухливі тварини. Тут вони живляться багатоніжками (15—18 %), панцирними кліщами (9—12 %), дощовими червами (5—30 %), гусінню (6—10 %), іншими комахами (4—9 %) та безхребетними. У водоймах живляться личинками комарів, які складають до 90% усіх кормів; велике значення можуть мати нижчі ракоподібні (равноногі, ветвистоусі та інші рачки), відмічені у 18—63 % шлунків тритонів, а також личинки бабок (20—26 %), клопи-гребляки (24 %), личинки жуків-плавунців (20 %), водні молюски (11—15 %), ікра риб та амфібій (до 35 %) та ін. Личинки зразу після викльовування живуть за рахунок ембріонального жовтка, а потім переходять до живляться дрібними рачками, поступово розширюючи свій раціон кормів.
У глибоких водоймах склад кормів самців і самок відрізняється внаслідок різниці в їх просторовому розміщенні: самиці поїдають більше бентосних безхребетних, ніж самці. Як правило, інтенсивність живлення самиць вище, ніж самців, що може компенсувати більш високі витрати на розмноження.

## Вороги
Природніми ворогами личинок і дорослих особин тритона є хижі водяні комахи, риби, земноводні (тритон гребінчастий, зелені жаби, часничниця звичайна), плазуни — (вужі, гадюка звичайна), птахи та ссавці.
Серед паразитів виявлені трематоди, акантоцефали та нематоди. Кладки ікри можуть ушкоджуватись паразитичними грибками родини Saprolegniidae

## Охорона
На більшій частині ареалу стан природних популяцій виду залишається більш-менш стабільним. Саме тому він, згідно Червоного списку МСОП, отримав охоронний статус «відносно благополучний вид». Але в окремих регіонах, особливо на південній межі ареалу, спостерігається тенденція до зниження чисельності популяції виду. В Європі тритон звичайний охороняється Бернською конвенцією (охоронна категорія: вид підлягає охороні). На регіональному рівні в Україні занесений до Червоних книг/списків тварин м.Київ, Дніпропетровської, Луганської та Миколаївської областей. Пропонується занесення виду до Червоного списку тварин Запорізької області.
Основними причинами зниження чисельності популяції тритона звичайного є антропогенні зміни біотопів — меліорація, забруднення водойм, рекреаційне навантаження, розселення синантропних тварин, вилов і продаж на «пташиних» ринках. Основні заходи збереження виду: 1) створення природоохоронних територій в місцях компактного проживання амфібій; 2) санація водойм і водоохоронних зон; 3) створення просік у лісах та іригаційних каналів, що сприяло би підвищенню чисельності популяцій та розселенню виду; 4) запобігання продажу тритонів на ринках.

## Практичне значення
Тритон звичайний вважається одним із найкорисніших видів земноводних, тому що знищує велику кількість комарів, у тому числі малярійних.
Тритон звичайний широко використовується як лабораторна тварина. Його також із задоволенням тримають у тераріумі. При дотриманні необхідного температурного режиму, пов'язаного з репродукцією, хорошо розмножується в неволі, де може дожити до 27—28 років.

## Систематика
За сучасними даними тритон звичайний розглядається в рамках роду Lissotriton (раніше Triturus), і в ньому виділяють 7—8 підвидів, 6—7 із яких, як вважається, зустрічаються в Європі: Lissotriton vulgaris vulgaris, Lissotriton vulgaris ampelensis, Lissotriton vulgaris lantzi, Lissotriton vulgaris graecus, Lissotriton vulgaris meridionalis, Lissotriton vulgaris schreiberi, Lissotriton vulgaris kosswigi.

### Гібридизація
У місцях спільного перебування тритонів звичайного і карпатського (зона парапатрії) у Львівській області обидва види зазвичай населяють різні водойми. Тут же була виявлена одна самиця із зовнішніми ознаками спільними для тритонів звичайного і карпатського, а кількість її ядерної ДНК (1,150 од.) мала проміжний характер: у тритона звичайного в середньому 1,111—1,121, у тритона карпатського 1,176—1,182. Це підтверджувало її гібридне походження. Обидва види співіснують в деяких місцевостях Карпат та іноді розмножуються в одних і тих самих водоймах. Їх гібриди помічені також у районі Трускавця Львівської області та околицях Доманинців м.Ужгород Закарпатської області.
Аналіз зовнішньої морфології звичайних і карпатських тритонів Закарпаття виявив гібридизацію між обома видами і згодом цей факт також був підтверджений генетичними даними. Разом з тим морфологічні докази не завжди збігаються з результатами виявлення гібридів біохімічними методами. Особливу цікавість викликають дані, що свідчать про те, що у місцях спільного перебування тритонів звичайного і карпатського чисельність гібридних особин може складати до 60 %.
Вивченням генетичної близькості тритонів звичайного та альпійського методами гібридизації показано, що в гібридів утворюються статеві клітини, однак вони мало життєздатні. При схрещуванні тритонів звичайного і карпатського з'ясована їхня більша близькість — відмічено не лише нормальне утворення статевих продуктів у гібридів, але також і їхня плодючість при схрещуванні як між собою, так і з батьками.